# Little Ego
Little Ego è un personaggio immaginario creato da Vittorio Giardino per una serie di fumetti erotici omonimi, omaggio e parodia del fumetto statunitense Little Nemo creato da Winsor McCay nel 1906. Il fumetto, formato originalmente da brevi storie autoconclusive, venne pubblicato prima dalla rivista Glamour International Magazine a partire dal maggio 1983, per essere successivamente ristampato dalla rivista Comic Art, aggiungendo un'ulteriore storia suddivisa in più puntate ambientata in un paese africano immaginario.

## Il personaggio
Il personaggio di Little Ego è una rivisitazione in versione femminile ed erotica, al contempo parodia e omaggio, del personaggio Little Nemo (Bubi, nella prima versione italiana pubblicata originalmente sul Corriere dei Piccoli), creato da Winsor McCay nel 1905 per il quotidiano statunitense New York Herald.  Ego è una ragazza sensuale e inibita che vive nei suoi sogni complicate e surreali fantasie erotiche, che terminano puntualmente e bruscamente con il suo risveglio al culmine della passione, al che lei si interroga sull'assurdità dei suoi sogni chiedendosi come farà a raccontarli al suo psicanalista.
Little Ego è il personaggio principale e quasi esclusivo delle vignette che la vedono protagonista, tanto che nel primo episodio incontra solamente repliche di se stessa, tuttavia alcuni personaggi comprimari fanno qua e là la loro comparsa. Nella storia suddivisa in più episodi Beduini, compaiono dei nuovi personaggi che rimangono legati a Little Ego, in particolare: Onis, che svolge la parte di Flip nell'originale di Winsor McCay, è una ragazza bionda che fa da guida alla protagonista in un viaggio nello stato africano immaginario della Zambania; Sheheraz, una ragazza di colore dai seni puntuti, che ricalca il personaggio di Imp.
Le avventure di Little Ego sono inizialmente storie autoconclusive, che si esauriscono nelle poche tavole che formano una storia. In queste prime avventure Ego si trova ad aver a che fare con fiori, ombrelli e animali che la stimolano eroticamente o con cui ha un vero e proprio amplesso, come nel caso di un coccodrillo. Successivamente Giardino elabora una avventura che si sviluppa in più puntate e che all'inizio di ogni episodio riprende da dove aveva lasciato quello precedente. In questa avventura Ego viene presa direttamente dalla finestra della sua abitazione e trasportata su di un vecchio aeroplano rosso in Africa, scortata da Onis, dove avrà a che fare con beduini, sceicchi, per poi finire in un harem popolato da odalische.

## La tecnica
Il fumetto viene realizzato da Vittorio Giardino attraverso una tecnica ricca di dettagli e particolari, dalla linea chiara, precisa ed elegante, con la volontà di ricreare le atmosfere e lo stile Liberty del fumetto di McCay a cui si ispira. Giardino sfrutta prima colori acidi e, in seguito, più solari, dimostrando di aver raggiunto una tecnica più matura rispetto ai lavori precedenti. Giardino riesce così a calare in avventure sensuali ed in situazioni scabrose il suo personaggio, ma lo fa in modo elegante tale da non risultare mai volgare.

## Pubblicazione
Il fumetto è stato pubblicato inizialmente dalla rivista Glamour International Magazine, a partire dal maggio 1983, per venire successivamente ripreso dalla rivista Comic Art dal numero 12 del giugno 1985 al numero 61 del novembre 1989. Comic Art ristampa le avventure già presentate su Glamour International Magazine, aggiungendone di nuove, per un totale di 14 episodi, poi raccolti in un volume.
L'opera è stata ristampata in più occasioni e pubblicata in tutto il mondo, tra cui Francia, Belgio, Paesi Bassi, Germania, Danimarca, Finlandia, Spagna, Brasile, Stati Uniti e Cina.

## Edizioni

### A episodi
- Glamour International Magazine, 1984
- Comic Art nn. 12, 13, 14, 15, 16, 19, 23, 24 (storie autoconclusive), luglio 1985 - novembre 1989
- Comic Art nn. 50, 51, 53, 54, 59 e 61 (storia a episodi Beduini)

### Raccolte
- Little Ego, collana "The Secret Books of Glamour", Glamour International, 1990
- Little Ego, Comic Art
- Little Ego, Lizard, 2006